# Сосновая Поляна (муниципальный округ)
Сосно́вая Поля́на — муниципальный округ № 39 в составе Красносельского района Санкт-Петербурга. Муниципальный совет муниципального образования находится по адресу: 198264, ул. Пограничника Гарькавого, д. 22, корп.3.
На территории округа расположены парк Новознаменка, 9 детских садов, 4 общеобразовательные средние школы, центр образования с подразделением «детский дом» и один лицей, школа-интернат и вечерне-сменная школа, две поликлиники, а также Санкт-Петербургский университет МВД и военный институт внутренних войск МВД.

## Герб
В центре герба изображена золотая карета, напоминающая о пролегавшей тут Петергофской дороге, чуть ниже неё золотая ветвь, как указание на название МО и находившегося здесь до начала 1960-х годов дачного посёлка. Сам фон состоит из зелёного и красного цветов, которые располагаются в шашечном порядке, где первый является символом благоустроенного, богатого зеленью муниципалитета, а красный — цвет крови защитников Ленинграда, а также символ мужества и самоотверженности.

## Границы территории
Границы округа, согласно Уставу муниципального образования, проходят:
- от Петергофского шоссе по реке Ивановка до проспекта Ветеранов
- к западу по проспекту Ветеранов до железной дороги промышленной зоны
- на юг по восточной стороне полосы отвода железной дороги промышленной зоны до Балтийского направления железной дороги
- по северной стороне полосы отвода Балтийского направления железной дороги до начала жилищной застройки
- от начала жилищной застройки к проспекту Будённого
- по проспекту Будённого до Санкт-Петербургского шоссе
- по Санкт-Петербургского шоссе на север до территории монастыря Троице-Сергиевой пустыни
- во восточным границам Сергиевой пустыни до уреза воды берега Финского залива и по нему до эстакады севернее промышленной зоны
- по восточной стороне полосы отвода железной дороги промышленной зоны до Петергофского шоссе
- по Петергофскому шоссе до реки Ивановки[4]

## Население
| 2002    | 2010    | 2012    | 2013    | 2014    | 2015    | 2016    |
| ------- | ------- | ------- | ------- | ------- | ------- | ------- |
| 45 742  | ↗48 271 | ↗49 141 | ↗49 784 | ↗50 761 | ↗51 214 | ↗54 462 |
| 2017    | 2018    | 2019    | 2020    | 2021    | 2023    | 2025    |
| ↗55 374 | ↗55 822 | ↗58 864 | ↗62 216 | ↗65 741 | ↗70 165 | ↗76 863 |

## Достопримечательности
|                                                    |                                          |                  |                                                                  |
| Остатки старой застройки по улице Летчика Пилютова | Усадьба Миниха                           | Готический домик | Санкт-Петербургский военный институт внутренних войск МВД России |
|                                                    |                                          |                  |                                                                  |
| река Ивановка                                      | Братская могила около кинотеатра «Рубеж» | Воронцова дача   | Санкт-Петербургский университет МВД России                       |

## Органы власти
В 2009—2019 годах должность главы муниципального образования занимал Михаил Михайлович Тарасов.
Действующая глава муниципального образования — Светлана Юрьевна Давыдова.